# Waldbronn
Waldbronn är en kommun i Landkreis Karlsruhe i regionen Mittlerer Oberrhein i Regierungsbezirk Karlsruhe i förbundslandet Baden-Württemberg i Tyskland.
Kommunen Etzenrot uppgick i Reichenbach 1 juli 1971 och Busenbach 1 januari 1972. Reichenbach fick 19 november 1974 namnet Waldbronn.